# Acacia amoena
Acacia amoena é uma espécie de leguminosa do gênero Acacia, pertencente à família Fabaceae.